# Mamadou Seck (militaire)
 (septembre 2014).
Si vous disposez d'ouvrages ou d'articles de référence ou si vous connaissez des sites web de qualité traitant du thème abordé ici, merci de compléter l'article en donnant les références utiles à sa vérifiabilité et en les liant à la section « Notes et références ».
Pour les articles homonymes, voir Mamadou Seck et Seck.
Le général Mamadou Seck est un officier général sénégalais ayant exercé les fonctions de Chef d'état-major général des armées de la République du Sénégal.
Entre 1962 et 1964, il est élève-officier à l'École spéciale militaire de Saint-Cyr. À sa sortie il rejoint le corps du génie militaire.
Entre 1998 et 2000, il est nommé à la surprise générale Chef d'état-major général des armées par le président Abdou Diouf.